# دانييل نيفل
دانييل نيفل (Daniel Nivel) هو رجل حفظ أمن فرنسي ولد في 30 نوفمبر 1954. خلال بطولة كأس العالم لكرة القدم 1998 تم الاعتداء عليه من قبل مجموعة مشاغبين ألمان قرب ملعب فيلكس بولارت في مدينة لنس وذلك عند مباراة ألمانيا مع يوغوسلافيا.
على إثر هذا الأعتداء بقي دانييل بين الموت والحياة مدة ستة أسابيع في مستشفى روجيه سلغرينو (Roger Salengro) الواقع بمدينة ليل. يقوم منذ ذلك الحين باتباع حصص تدليك ونطق يومية. لم يستطع مباشرة عمله منذ الاعتداء عليه.
مثل أربعة من المعتدين على محكمة إسن وتم الحكم عليهم بالسجن. كما مثل أحد المعتدين الذي تم القبض عليه يوم الأعتداء مثل في فرنسا في ماي 2001 وتم الحكم بسجنه خمس سنوات كما منع من دخول الأراضي الفرنسية مدة عشر سنين.
في أكتوبر 2000 تم تأسيس مؤسسة دانييل نيفل (Daniel-Nivel-Stiftung) في بازل من قبل الأتحاد الألماني لكرة القدم وبمشاركة الاتحاد الفرنسي للعبة والويفا والاتحاد الدولي لكرة القدم. تختص هذه المؤسسة بدراسة الشغب في كرة القدم وسبل الوقاية منه كما تعمل المنظمة على إعانة ضحايا هذا العنف.
منذ سنة 2003 انطلقت كأس دانييل نيفل (Daniel-Nivel-Cup) التي تنظم سنويا في لايزغ من قبل الانحاد الألماني. يلتقي في هذه الدورة فرق متكونة من شخصيات حفظ الأمن كالشرطة ورجال الإطفاء وغيرهم وتم إعطاء ريعها إلى مؤسسات الضحايا.
قررت الأتحاد الألماني لكرة القدم منح دانييل نيفل وعائلته تذاكر دخول مباراة ألمانيا وبولندا إحياء لذكرى الاعتداء.